# Лівинецька сільська територіальна громада
Лівинецька сільська громада — територіальна громада в Україні, у Дністровському районі Чернівецької області. Адміністративний центр — село Лівинці.
Площа громади — 131,7 км², населення — 6 762 мешканці (2020).

## Населені пункти
У складі громади 7 сіл:
- Зелена
- Козиряни
- Кроква
- Лівинці
- Михайлівка
- Оселівка
- Подвір'ївка